# Villers-Plouich
Villers-Plouich település Franciaországban, Nord megyében. Lakosainak száma 389 fő (2022. január 1.). Villers-Plouich Ribécourt-la-Tour, Metz-en-Couture, Banteux, Gonnelieu, Gouzeaucourt, Marcoing, Masnières, Les Rues-des-Vignes és Trescault községekkel határos.

## Népesség
A település népessége az elmúlt években az alábbi módon változott:
| Lakosok száma | 420  | 415  | 413  | 404  | 398  | 396  | 393  | 389  | 389  |
|               | 2013 | 2015 | 2016 | 2017 | 2018 | 2019 | 2020 | 2021 | 2022 |